# Challand-Saint-Victor
 Challand-Saint-Victor  (walserdeutsch z’undra Tschallanh) ist eine italienische Gemeinde in der autonomen Region Aostatal. Die Gemeinde zählt 546 Einwohner (Stand 31. Dezember 2023), liegt auf einer mittleren Höhe von 744 m s.l.m. und verfügt über eine Größe von 25 km². Die Einwohner werden challandins genannt. Challand-Saint-Victor ist Mitglied der Unité des Communes valdôtaines Évançon und befindet sich im Ayastal, einem Seitental des Aostatals.
Challand-Saint-Victor besteht aus den Ortsteilen Abaz, Champeille, Châtaignères, Isollaz, Nabian, Sizan, Targnod, Vervaz, Ville und Viran. Die Nachbargemeinden sind Arnad, Challand-Saint-Anselme, Émarèse, Issime, Montjovet und Verrès.
Während der Zeit des Faschismus trug das Dorf den italianisierten Namen Villa Sant’Anselmo.

## Geschichte
Das Château de Ville war vom Beginn des 13. Jahrhunderts bis zu seiner Zerstörung um 1470 der Stammsitz des im Aostatal beherrschenden Adelsgeschlechts Challant.
Am 26. Juni 1928 wurde per Dekret 1088 die Gemeinde Challand-Saint-Victor mit der Gemeinde Challand-Saint-Anselme fusioniert. Die neue Gemeinde trug den Namen Challant. Die Fusion wurde am 12. September 1946 rückgängig gemacht. Bis zum Jahr 1976 war die offizielle Schreibweise der Gemeinde Challant-Saint-Victor.

## Literatur

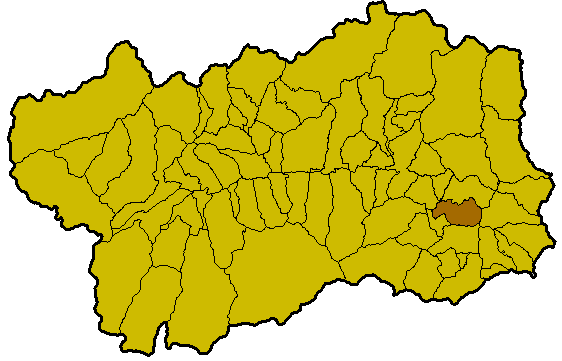
Lage von Challand-Saint-Victor innerhalb der Region Aostatal

## Sehenswürdigkeiten
- Burg Ville